# Raquel Ferreira
Raquel de Fátima Cardoso Ferreira (16 de julho de 1969) é uma deputada e política portuguesa. Ela é deputada à Assembleia da República na XIV legislatura pelo Partido Socialista. Tem uma licenciatura em Direito.